# Bernadette Van Roy
Bernadette Van Roy, född 10 september 1948, är en friidrottare från Belgien. Hon deltog vid olympiska sommarspelen 1976.